# Каллистефус
Калли́стефус (лат. Callistephus) — монотипный род цветковых растений семейства Астровые, или Сложноцветные (Asteraceae). Род близок роду Астра (Aster). Единственный вид — Каллистефус китайский (Callistephus chinensis), однолетнее или двулетнее травянистое растение, в цветоводстве известное под названиями «астра однолетняя», «астра китайская» или «садовая астра».

## Таксономия
Вид был описан Карлом Линнеем под названием Aster chinensis L. Sp. Pl. 2: 877 Архивная копия от 26 июля 2018 на Wayback Machine.  В 1825 году вид был выделен Александром Кассини в самостоятельный род Callistephus Cass. Dict. Sci. Nat. (ed. 2), 37: 491 Архивная копия от 24 июля 2019 на Wayback Machine (1825).  Какое то время вид был известен под названием Callistephus hortensis. 
Сейчас действительным названием этого вида признаётся комбинация Callistephus chinensis (L.) Nees Gen. Sp. Aster. 222—223 Архивная копия от 15 августа 2018 на Wayback Machine (1832).
В синонимику вида входят следующие названия:
- Amellus speciosus Gaterau
- Aster chinensis L.basionym — Астра китайская
- Aster lacinians Borbás
- Aster regalis Salisb.
- Asteriscodes chinense (L.) Kuntze
- Asteriscodes chinensis (L.) Kuntze
- Brachyactis chinensis (L.) Bureau & Franch.
- Callistemma chinensis (L.) Skeels — Каллистемма китайская
- Callistemma hortense Cass. — Каллистемма садовая
- Callistephus hortensis (Cass.) Cass. — Каллистефус садовый
- Callistephus lacinians Borbás
- Diplopappus chinensis (L.) Less.

## Биологическое описание

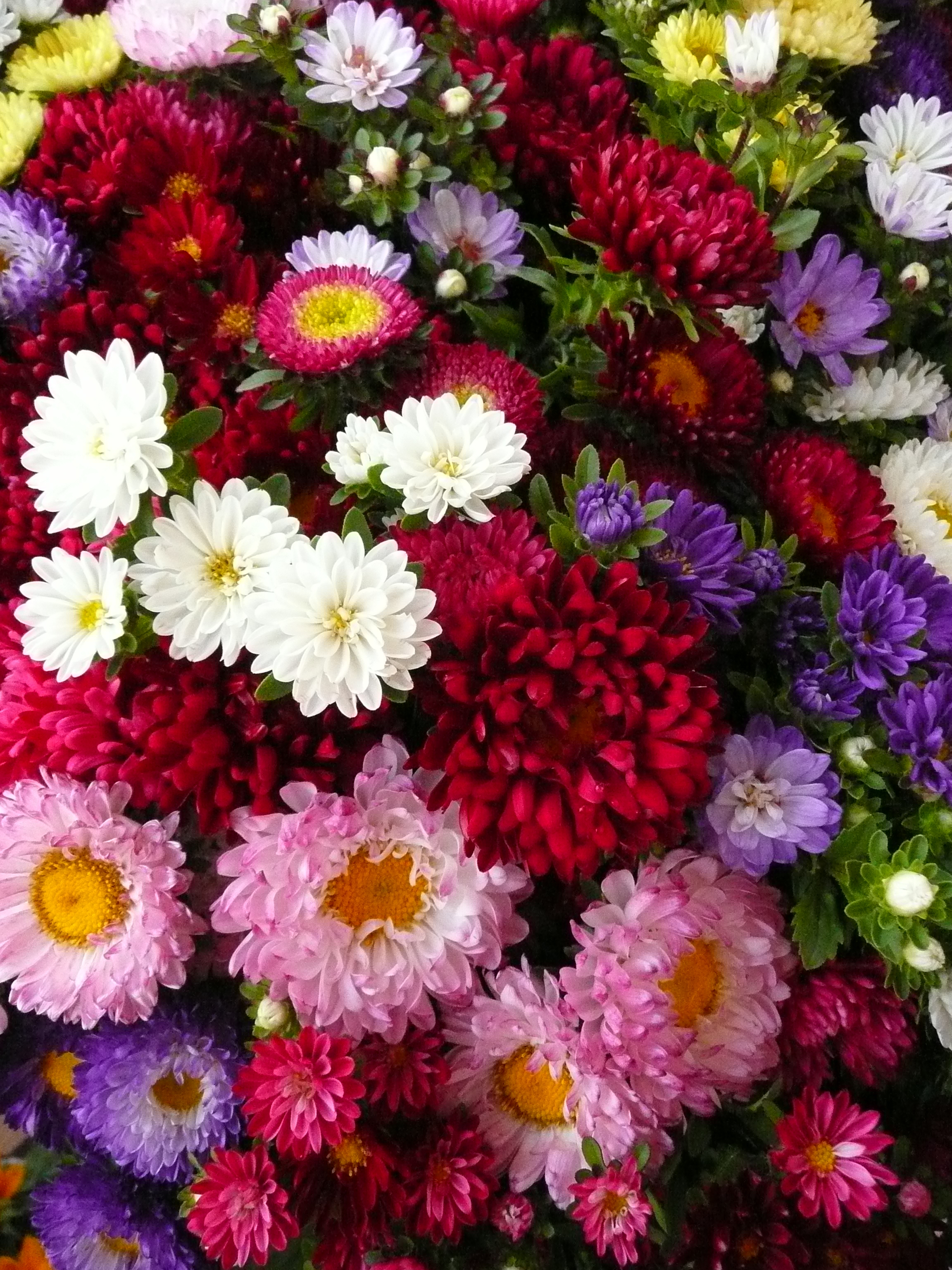
Соцветия различных сортов каллистефуса

Родина каллистефуса китайского — Китай. Это однолетнее прямостоячее травянистое растение; обильно кустится, имеет высоту от 20 до 90 см. Листья зелёные, овальные, зубчатые.
Цветёт в летнее время, время цветения относительно небольшое. Соцветие — корзинка, у некоторых сортов достигающая 10 см в диаметре. Краевые цветки могут быть разнообразной расцветки, от белых и светло-розовых до тёмно-красных, пурпурных и синих; по форме могут быть как прямыми, так и напоминающими птичьи перья.

## Использование

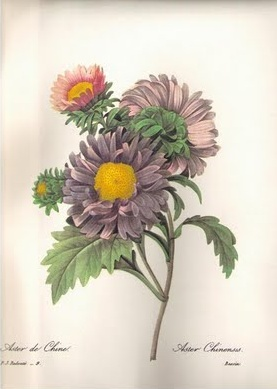
«Китайская астра».
Ботаническая иллюстрация французского (бельгийского) художника и ботаника Пьера-Жозефа Редуте (1833)

Каллистефус китайский — популярное садовое декоративное растение; используется и для цветников, и для срезки.
Выведено множество сортов, они отличаются как высотой растений, так и особенностями цветочных соцветий, которые могут отличаться по форме, строению и окраске. По форме куста выделяют следующие группы сортов: колонновидные слабоветвистые, раскидистые, букетные, канделябровидные и полушаровидные. Широко известна серия сортов Milady, растения которой имеют высоту до 30 см и махровые цветки различной расцветки.

## Агротехника
Растения пригодны для выращивания в регионах с очень разным климатом (зоны морозостойкости — от 6 до 10). Лучше всего подходит плодородная, хорошо дренированная почва. Для высоких сортов может понадобиться опора. Из-за подверженности каллистефуса такому заболеванию, как астровый вилт, рекомендуется выращивать растения на одном и том же месте с перерывом не менее двух-трёх лет.
Растения размножают семенами посевом в грунт весной. В связи с тем, что продолжительность цветения растений относительно короткая, рекомендуют сеять или высаживать рассаду в несколько сроков, чтобы продлить общую длительность цветения. Высокорослым сортам требуются опоры.